# Club Atlético San Lorenzo (Córdoba)
El Club Atlético San Lorenzo, fundado el 10 de junio de 1930, es una entidad deportiva de la Provincia de Córdoba (Argentina), con sede en Barrio Las Flores (Córdoba) sobre Calle Concejal Belardinelli 3714. Su acceso principal se encuentra sobre Calle Adrián Escobar esq. José Guardado. 

## Historia
El 10 de junio de 1930, en la esquina San Lorenzo y Paraná del hoy Barrio Nueva Córdoba, se fundó esta institución cuyo nombre hace honor a la calle en donde se creó, siendo sus colores el Azul y Rojo . Su primer presidente fue don Arturo Moyano. 

### Nómina de Presidentes
Arturo Moyano; Tte 1° Zavala; Ramón Agüero; Eusebio Benito; Ricardo Falcucci; Jerónimo Lahorca; Baltazar Cazón; Miguel Azar; Manuel Miranda; Nicolás Romero; José Elías; Elías Layus; Pedro N. Rossi; Yarrús Warde; Aurelio Godoy; José Kratina; José Arruk; Gregorio Asef; Emilio Melone, Salomón Flores; Miguel Flores; Oscar Roger; José Kratina; Stephenson Naón; Alberto Alfazak; Emilio Salomón; Manuel Koutsompos; Alberto Alfazak; Nazar; Ceconello; Stephenson Naón; Mariano Ramadan; Miguel Oliver, Eduardo s. Siciliano; Hugo Mohaded; José Héctor Ceballos; Brochero; Maciel, Rubén Naón; Enrrique Nicolás;Gabriel Juri.

### Indumentaria
Su uniforme se compuso originalmente con camiseta de bastones verticales azules y rojos, pantalón corto color Blanco y medias  azules. Su casaca alternativa era y es color blanca .Al día de hoy los diseños han cambiado aunque se sigue manteniendo la tradicional casaca bastonada. A principios de la década del '30 el Club Atlético Lavalle ya utilizaba esos tonos, por lo que se debió disputar un partido para dirimir quién los utilizaría de forma definitiva. Finalmente, San Lorenzo venció y ganó en cancha el derecho a utilizar el azul y rojo, mientras que Lavalle comenzó a identificarse con el azul y amarillo.

### Los pasos en laLiga Cordobesa de Fútbol
San Lorenzo luego de su fundación, es formalmente afiliado a la Liga en el año 1933. El primer equipo que representó a esta institución fue integrado por nombres tales como. Bocamasso, Manuel López, Monserrat, Ernesto Jaime, Alberto Hued y Cortez. Algunos de ellos llegaron a integrar el combinado que en 1937 le diera el ascenso a la primera categoría de la Liga, siendo desde ese año uno de los grandes protagonistas de la misma. En 1946 desciende a la Segunda División recuperando la categoría un año más tarde. Este último equipo sería integrado por Jaime; Rivadeneira y Zarura; Llorens, Lucena y Altamirano; Rosales, Riquelme, Quevedo, Llamil Simes y Cortez.
Luego de esta conquista, el Club de "Los Turcos" volvería a perder la categoría convirtiéndose por varias temporadas en uno de los protagonistas de la Primera División B de la LCF  hasta afirmarse tiempo después en la Primera A. Uno de los equipos destacados, sería el de 1962 que logra la conquista del ascenso a Primera División, integrado por: Fonseca; Pelloso y Luján; Toledo, Sebastián Viberti y Magri; Flores, Gambardella, Peralta, Melián y Pizarro.
Otro equipo de renombre será el que lograse el máximo título obtenido por la institución, el Torneo Provincial de 1990. Este certamen encontró a San Lorenzo como uno de los clubes con menos posibilidades de ser protagonistas, sin embargo la combinación de jugadores con un fuerte sentido de pertenencia, experiencia y juventud llevaría al "Santo" hasta la instancia final frente al poderoso Club Sportivo Belgrano (San Francisco) ganando por 2 a 0 en condición de visitante y coronándose en el partido siguiente siendo locales con un marco de público ideal. Este combinado estuvo integrado por: Romano; "Loli" Cazón, Cabrera, Leonardo Nadaya y Cristian Nadaya; Contreras, Boidi y Cortez; Zdero, Bustos e Inacio. Esta conquista le permitió a este club del Sur de la Ciudad de Córdoba tener su primera participación en un torneo de la Asociación del Fútbol Argentino. El Torneo del Interior (1986-1995).
El siguiente título de importancia será el Apertura del año 2000, para luego coronarse Campeón Anual de Primera División el 13 de noviembre de 2010 frente a nada más y nada menos que su clásico rival, el Club Atlético Las Flores. La escuadra campeona estaba integrada por: Fernando Gómez, Matías Ali Tulian, Esteban Figueroa, Cristian Arias, Juan Olmedo, Emiliano Colazo, Cristian Figueroa, Mario Barraza, Eric Aguilera, Leandro Ludueña, Víctor Figueroa, Julio Albornoz, Augusto Sebastakys, Darío Ceballos, José Rodríguez, Gustavo Caro y Maximiliano Paz. Ayudantes de campo: Irusta Adolfo, Marcelo Guzmán, Juárez Roberto, Cristian Nadaya; Doctor Bruno Ramos, Utilero Saúl Gómez y DT Leonardo Nadaya. Nuevamente San Lorenzo clasificaría a una instancia organizada por la Asociación del Fútbol Argentino, el  denominado Torneo del Interior 2011.
Años más tarde "Los Turcos" en junio de 2018 volverían a ganar el torneo inicial de la Liga Cordobesa de Fútbol, campaña que les permitiría volver a los certámenes de la Asociación del Fútbol Argentino, para militar durante la primera mitad del año 2019 en el Torneo Regional Federal Amateur 2019.

### Las primeras canchas
La historia de San Lorenzo conoce de tres canchas donde hizo las veces de local en sus enfrentamientos oficiales. La primera de ellas se ubicaba sobre la Av. Pablo Richieri, a una cuadra del paso a nivel de Avenida Cruz Roja Argentina y fue utilizada durante una década. Posteriormente, el campo de juego fue trasladado al terreno colindante con la Popular Este del Estadio Francisco Cabasés. En 1947, con la venta del jugador Llamil Simes se adquiere el terreno del actual estadio que lleva su nombre, el cual fue inaugurado recién en 1962, debido a las complicaciones económicas que sobrellavó la construcción de las instalaciones. El partido inaugural se llevó adelante el día domingo 16 de julio de 1962 frente al Club Atlético Talleres (Córdoba) en donde "Los turcos" vencieron por 6 a 2 al conjunto albiazul.
Su apodo, Los turcos, se vincula a la relación que el club tenía con los comerciantes del Mercado Sud, quienes fueron involucrándose con San Lorenzo y colaboraron para el crecimiento institucional. Popularmente es nombrado como "El Santo" y recientemente bautizado por sus hinchas y medios deportivos independientes de comunicación como "El San Lorenzo de los milagros".

### Participaciones en AFA
- Torneo del interior 1990-91
- Torneo del Interior 2011
- Torneo Regional Federal Amateur 2019

## Estadio

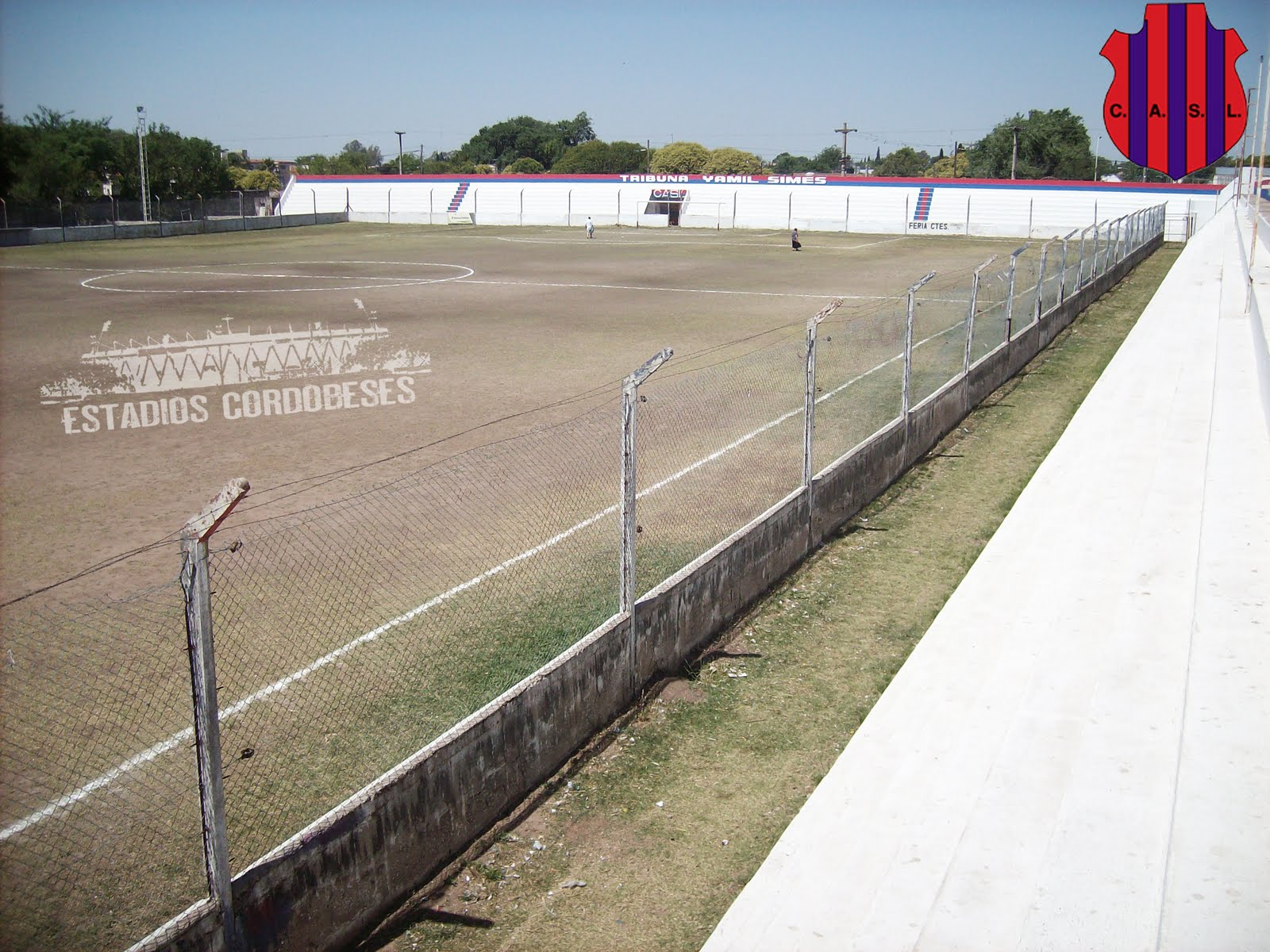
Tribunas Simes y Rossi.

El Club Atlético San Lorenzo hace las veces de local en el Estadio Llamil Simes. Se encuentra en el barrio Las Flores de la capital cordobesa, sobre Calle Concejal Belardinelli esq. José Guardado. Posee tres tribunas: Platea Luis Antonio Ludueña, Popular local Llamil Simes y popular visitante Pedro Rossi. En su totalidad reúne una capacidad para 5.600 personas.

## Rivalidades
El Club Atlético San Lorenzo tiene por clásico rival al Club Atlético Las Flores (Córdoba), ubicado en la vereda opuesta, siendo uno de los clásicos más particulares del fútbol argentino por su peculiar cercanía. San Lorenzo al día de hoy supera ampliamente a su rival en el historial de partidos.

### Hinchada

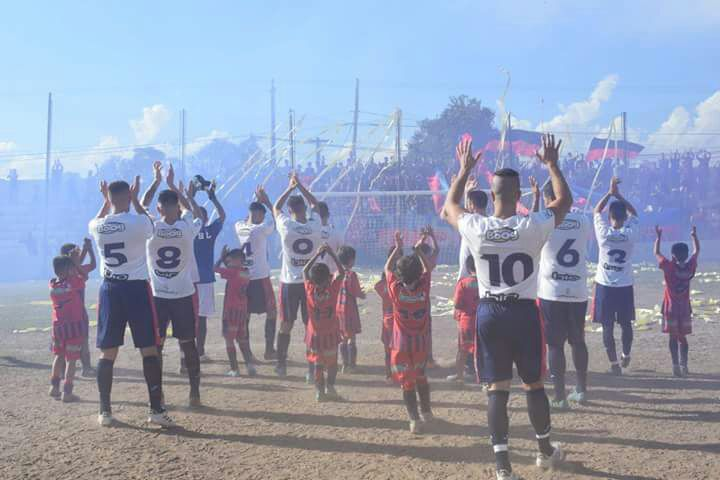
La Banda del Santo.

La hinchada turca es conocida popularmente como "La Banda del Santo" siendo una de las más numerosas de la Liga Cordobesa de Fútbol. Está integrada por grupos de distintas zonas de la seccional cuarta de la Ciudad de Córdoba tales como: "Jardín Hipódromo", "Ejército Argentino", "San Antonio" y "California". A esto se le suma la vieja escuela de Nueva Córdoba como así también, parte de la comunidad de los Barrios Kennedy y Las Flores (Córdoba).

## Cuna de grandes jugadores
Entre los nombres más destacados de la institución encontramos a Bernardo Patricio Cos, quien llegase a jugar en el Fútbol Club Barcelona; Sebastián Viberti con sus pasos por el Club Atlético Huracán de Parque Patricios y el Málaga Club de Fútbol; Llamil Simes quien fuese un destacado miembro de los planteles de Racing Club,  Huracán y la Selección Argentina para luego regresar a Córdoba a dirigir el plantel de Belgrano en 1971. Otra figura destacada será Luis Antonio Ludueña, el "hacha", quien también llegó a integrar la Selección de fútbol de Argentina y el plantel del Club Atlético Talleres (Córdoba). Por otra parte, la institución se vanagloria de ser cuna de José Luis Villarreal quien también consiguió integrar la Selección Argentina y los planteles de River Plate y Boca Juniors.
Al día de hoy Cristian Romero completa el cuadro de honor de los turcos que llegaron a vestir la camiseta de la Selección Argentina, a su vez logró tener gran protagonismo en el plantel del Club Atlético Belgrano, el Genoa C.F.C. de Italia y al día de hoy, siendo defensa del Tottenham Spurs de Inglaterra.